# بن (خواننده کره جنوبی)
بن (به انگلیسی: Ben) با نام اصلی لی یون-یانگ (به انگلیسی: Lee Eun-young) (زاده ۳۰ ژوئیهٔ ۱۹۹۱) خواننده، ترانه‌سرا اهل کره جنوبی است.